# Abschuss des Präsidentenflugzeugs in Ruanda am 6. April 1994
Der Abschuss des Präsidentenflugzeugs in Ruanda am 6. April 1994 gilt als äußerer Auslöser des Völkermords in Ruanda an zahlreichen Tutsi durch radikale Hutu. Die Maschine, eine Dassault Mystère-Falcon 50 (Kennzeichen 9XR-NN), wurde beim Landeanflug auf den Flughafen der Hauptstadt Kigali mit zwei Boden-Luft-Raketen des sowjetischen Typs SA-16 abgeschossen. Im Flugzeug befand sich Staatschef Juvénal Habyarimana, der von Verhandlungen mit Rebellen der von Tutsi dominierten Front Patriotique Rwandais zurückkam.

## Hintergründe
Über die Hintergründe liegen widersprüchliche Erklärungen vor:
- Von amerikanischer Seite wurden Gerüchte gestreut, dass eben die genannten Hutu-Extremisten verantwortlich waren.
- Es war auch die Rede von zwei Franzosen in Khaki, die in der Umgebung gesehen worden seien.
- Ein ehemaliger Nachrichtenoffizier der Tutsi-Gendarmerie schilderte die Täterschaft durch ein speziell zu diesem Zweck ausgebildetes Sonderkommando der Tutsi-Streitkräfte.
- Aus französischen Recherchen ging anhand der identifizierten Serien-Nummern hervor, dass es sich bei den verwendeten SA-16-Raketen um Beutegut der US-Armee aus dem 2. Golfkrieg handeln würde.[2]
- Eine nach der Machtübernahme durch die Tutsi mit der Untersuchung beauftragte Kommission um Marc Trévidic stellte 2012 fest, dass die Raketen vom Kanombe-Hügel in der Nähe des Flughafens von Kigali abgefeuert worden waren. Dort befand sich das Hauptquartier der Präsidentengarde von Habyarimana.[3]
- Ein zunächst geheim gehaltener Sonderbericht der Anklagebehörde des Arusha-Gerichts vom 1. Oktober 2003, der 2018 in Frankreich an die Öffentlichkeit gekommen ist, stellt wesentliche Aussagen des offiziellen Narrativs in Frage.[4][5]

## Opfer
Bei dem Abschuss kamen alle zwölf Insassen ums Leben. Es handelte sich um:
- Juvénal Habyarimana, Präsident von Ruanda
- Cyprien Ntaryamira, Präsident von Burundi
- Bernard Ciza, burundischer Arbeitsminister
- Cyriaque Simbizi, burundischer Kommunikationsminister
- Generalmajor Déogratias Nsabimana, Stabschef der ruandischen Armee
- Major Thaddée Bagaragaza, verantwortlich für das „maison militaire“ des ruandischen Präsidenten
- Oberst Elie Sagatwa, Chef des Militärkabinetts des ruandischen Präsidenten
- Juvénal Renzaho, Berater des ruandischen Präsidenten für auswärtige Beziehungen
- Dr. Emmanuel Akingeneye, Leibarzt des ruandischen Präsidenten

Französische Crew:
- Jacky Héraud, Pilot
- Jean-Pierre Minaberry,  Co-Pilot
- Jean-Michel Perrine, Flugingenieur

## Absturzstelle
Die Überreste des Flugzeugs an der Absturzstelle können im Außenbereich des Rwanda Art Museum besichtigt werden. Das Museum befindet sich in der ehemaligen Villa des beim Flugzeugabsturz getöteten Präsidenten Juvénal Habyarimana.